# Hodný manžel
Hodný manžel (v italském originále Il buon marito) je intermezzo (opera buffa) o dvou částech českého skladatele Jiřího Antonína Bendy z roku 1766. Libreto k ní napsal dramatik a zpěvák Giovanni Andrea Galletti. Její premiéru uvedlo 29. října 1766 nově zřízené dvorní vévodské divadlo v Gotě (v budově nyní zvané Ekhof-Theater).

## Vznik a historie
Jiří Antonín Benda byl od roku 1750 kapelníkem dvorní kapely sasko-gothajsko-altenburského vévody Fridricha III. Pokud jde o vlastní tvorbu, věnoval se v této funkci především instrumentálním a církevním skladbám, popřípadě hudbě k činohrám, které u dvora hrály střídající se divadelní společnosti. Kulturní život gothajského dvora výrazně ovlivňovala manželka Fridricha III., vévodkyně Luisa Dorotea Sasko-Meiningenská, která udržovala styly s předními představiteli německého osvícenství. Z jejího popudu vystupovali u gothajského dvora italští umělci a roku 1765 se konalo první operní představení; k vévodkyniným narozeninám napsal Benda na libreto zpěváka a libretisty Giovanniho Andrey Gallettiho (kolem 1710–1784) operu seria Znovupoznaný Xindus (Xindo riconosciuto), která měla premiéru 11. srpna 1765.
Již od září téhož roku začala v gothajském dvorním (zámeckém) divadle produkce drobnějších italských komických oper typu „intermezzo“. Lze je spíše označit jako opera buffa – na rozdíl od původní italské praxe nebyly tyto opery v Gotě provozovány jako mezihry tříaktového vážného dramatu nebo opery (i když jim z původního účelu zůstala dvoudílná forma), ale jako samostatný program. Skromný italský soubor pro tento účel představovali nově najatí tenorista Leopold Burgioni a mezzosopranistka Nicolina Rosa. Samotný Jiří Antonín Benda byl vévodou vyslán na placenou studijní výpravu do Itálie (září 1765 až červen 1766), kde se seznámil s řadou hudebních osobností (Johann Adolf Hasse, Giovanni Battista Martini, Farinelli), viděl mnoho oper a přivezl zpět do Gothy mnoho hudebního materiálu. Po návratu napsal pro gothajské divadlo na podzim roku 1766 dvě italská komická intermezza na Galettiho libreta, Hodný manžel (premiéra 29. října 1766) a Nový kapelník (Il nuevo maestro di capella, premiéra 25. dubna 1767). Po smrti vévodkyně Luisy Dorotey však byla malá italská divadelní společnost rozpuštěna a Benda také již žádnou vážnou ani komickou italskou operu nezkomponoval.
Libretista Hodného manžela Giovanni Andrea Galletti měl u gothajského dvora postavení komorního pěvce přibližně od stejné doby jako Benda, předtím však působil v Bayreuthu u dvora hudbymilovné markraběnky Vilemíny a napsal libreto k její opeře Argenore (1740), ale též k operám Lucidoro a Sirace anonymních autorů (možná pasticcia) hraným tamtéž v letech 1743 a 1744. Navíc napsal text k opeře L'innocenza oppressa, která byla hrána roku 1764 u dvora vévody Arnošta Fridricha III. Sasko-Hildburghausenského a k níž napsal hudbu Anton Schweitzer, skladatel první vážné německé opery Alceste, a hned v následujícím roce k Bendovu Znovupoznaném Xindovi, kde hrál i titulní úlohu. V následujících komických operách již tento postarší zpěvák nevystupoval, podílel se však na jejich úpravě a produkci.
Hodný manžel byl poprvé proveden 29. října 1766 (generální zkouška se konala 24. října) a účty dokládají nejméně dvě další představení, 29. listopadu 1766 a 7. ledna 1767. V meziaktí hrál „sinfonii s koncertantními houslemi“ (jež není součástí operní partitury) Bendův švagr Dismas Hataš. V časopise Wöchentliche Nachrichten und Anmerkungen, die Musik betreffend, vydávaném v Lipsku Johannem Adamem Hillerem, napsal anonymní autor (zřejmě týž, který napsal i obsáhlou recenzi Znovupoznaného Xinda) pochvalnou recenzi na Hodného manžela.
Nejsou doklady, že by kterékoli z obou intermezz bylo hráno jinde než u gothajského dvora. V moderní době byla hudba považována za ztracenou, v 90. letech 20. století však Bendovu partituru Hodného manžela nalezl šéfdirigent orchestr Wiener Akademie Martin Haselböck v Kyjevě v archívu Berliner Sing-Akademie (partitura Nového kapelníka dosud nalezena nebyla). To umožnilo nové uvedení této Bendovy opery, poprvé na festivalu Schwetzinger Festspiele 12. května 2002. Haselböck pro tuto příležitost původní partituru rozšířil o tři další árie a jeden duet z jiných Bendových hudebně-dramatických děl. Stejná inscenace s jiným obsazením se hrála roku 2004 v Solingenu, Wuppertalu a Remscheidu. Roku 2019 pak Hodného manžela uvedlo mezinárodní operní studio Národního divadla v Mannheimu (děj je v této inscenaci zarámován jako hodina vztahové psychoterapie) a rovněž soubor Teatro Barocco v rakouském Badenu (v kombinaci a Haydnovou kantátou Arianna auf Naxos).

## Charakteristika
Gallettiho libreto představuje manželský konflikt, v němž je žena tou aktivnější, důvtipnější a nakonec vítěznou partnerkou; to je zcela v duchu rané italské buffy, jejímž nejslavnějším reprezentantem byla Služka paní G. B. Pergolesiho. O tom, že tato tendence nebyla mužskými diváky přijímána bez výhrad, svědčí zmíněná anonymní soudobá recenze, která navrhuje libretistovi namísto podobných námětů použít (protiženskou) satiru typu Molièrových Směšných preciózek. Recenzent však současně chválí libretistu za to, že vyšel skladateli vstříc a nenapsal přímo komedii nebo frašku; text i hudba jsou podle něj spíše příkladem „mezzo caractere“, díla na pomezí komedie a vážnosti. Jedna z novodobých recenzí Hodného manžela označuje za „důmyslně spletité a emočně nabité drama o cti, které dospěje ke šťastnému konci teprve tehdy, když se Rosettě podaří podřídit Bazotta její představě o tom, co je to ‚dobrý manžel‛.“
Bendovu hudbu oceňoval nejen dobový kritik, ale i recenzenti novodobých představení; byla charakterizována jako „strhující a silná“, „jiskřivá, dynamicky jemně strukturovaná a jasně členěná, ale i citlivá a uklidňující“, „bohatá na melodie“ „s četnými báječnými melodickými nápady“. V Hodném manželovi Benda využil poznatky o hudebním dramatu získané na italské cestě, ale pokračuje v přístupu, který bylo možné vidět již ve Znovupoznaném Xindovi a který má styčné body s Gluckovou operní reformou: jednak se pokud možno vyhýbá „suchému“ recitativu, o jehož umělecké i praktické hodnotě Benda soustavně pochyboval, jednak se odklání od dosavadního schématu recitativ – árie da capo tím, že málokdy používá plnou formu árie da capo a doprovázený recitativ provazuje se spíše kratšími áriemi různými způsoby tak, aby vznikly širší dramatické scény.

## Osoby a první obsazení
| osoba              | hlasový obor       | premiéra (29. října 1766) | novodobá premiéra (12. května 2002) |
| ------------------ | ------------------ | ------------------------- | ----------------------------------- |
| Bazzotto           | tenor              | Leopold Burgioni          | Lothar Odinius                      |
| Rosetta, jeho choť | mezzosoprán        | Nicolina Rosa             | Alllison Hagley                     |
| Dirigent:          | Dirigent:          | Jiří Antonín Benda        | Martin Haselböck                    |
| Režie:             | Režie:             | ...                       | Brian Michaels                      |
| Výprava a kostýmy: | Výprava a kostýmy: | ...                       | Birgit Angele                       |

## Děj opery

### 1. dějství
Rosetta už má dost toho, jak se její manžel Bazzotto chová a zachází s ní, a představuje si, jaké by to bylo, kdyby mohla sama převzít velení – vést svou domácnost „po francouzsku“, protože ona je moderní žena (árie No, parbleu, non son di quelle). Ráda by ze svého muže udělala „hodného manžela“. A protože její manžel přes pokročilou hodinu nespěchá domů, Rosetta se převleče a vyrazí do města, kde číhá na svého muže. – Bazzotto se vrací pomalu domů temnou nocí (árie Che tenebre! Che oscuro!) I on si všiml potíží mezi ním a jeho ženou, dává to však za vinu manželce a podezřívá ji, že ho podvádí s nějakým milencem. Proto si říká, že musí hledat útěchu u nějaké jiné ženy. Přitom však nešťastnou náhodou narazí na svou vlastní ženu, kterou ve tmě nepozná; nejprve se jí omlouvá (árie Bazzotta Alto cecità mia), ale záhy se jí začne dvořit. Rosetta hraje dámu (árie Chi con un dito solo mi toca) a Bazzotto myslí, že je na dobré cestě; nabízí dámě rámě a doprovod (árie Scella vuol renderti). Rosetta předstírá upejpavý zájem (árie Uh! che mi dice?), pak se mu však dá poznat a ztropí záletnému manželovi velikou scénu (duet Ah! ribaldaccio). Bazzotto je zdrcen a neví, kde se před hněvem své choti schovat.

### 2. dějství
Všechny Bazzottovy pokusy o obměkčení Rosetty jsou bezvýsledné (árie Eh no, perdon non vé). Domnívá se, že by je usmířilo, kdyby měli děti (árie Quando nascon figliolini). Rosetta hraje uraženou a chce se dát rozvést (árie Al tribunale). Soužený rozpaky a úzkostí z představy začínat někde jinde znovu nakonec Bazzotto žadoní na kolenou (árie Se a mi ereo mi vuoi). Svolí, že přenechá manželce doma první housle, a přísahá, že bude nadále ctít Rosettu jako svou paní (duet Si, te farò fedele... Oh, che piacere io sento). Mladá paní tedy triumfuje a Bazzotto má nyní dost času, aby litoval svých chyb.

## Instrumentace
Dvě flétny, dva hoboje, dva fagoty; dva lesní rohy; smyčcové nástroje (1. a 2. housle, violy, violoncella/kontrabasy).